# HACCP
HACCP (на английски: Hazard Analysis and Critical Control Point, „Анализ на опасностите и контрол на критичните точки“) е система за осигуряване на безопасността на храните при тяхното производство и дистрибуция.
Критични точки са тези етапи от производствения цикъл на храните, в които може да се елиминират възможните биологични, химически и физически опасности за човека.
НАССР-системата се концентрира по-скоро върху предотвратяване възникването на опасностите, отколкото върху изследването на крайния продукт. HACCP-системата включва идентифициране на възможните грешки и изготвяне на план за това как да се предотвратят тези грешки.
HACCP системата е част от системи за управление на безопасността на храните – ISO 22000, а също и от IFS, BRC.

## История
Принципите на HACCP са формулирани за първи път през 1959 г. за да се гарантира доставката на безопасни храни за астронавтите от NASA. През 70-те концепцията е доразвита като система за контрол на консервираните храни от месната индустрия на САЩ. През 1971 г. подходът HACCP е представен на първата Американска Национална Конференция по Защита на Храните. През 1973 г. HACCP се прилага към Наредбата за нискокиселинни консервирани храни.
От 1993 ЕС с директива 93/43 ЕЕС за хигиената на храните, регламентира системата HACCP като законово изискване за безопасност на хранителните продукти при експорт.
През 2002 г. с регламент 178 на ЕС въвеждането на HACCP-системата е задължително и за малки предприятия за производство на храни.
В България със Закона за храните фирмите се задължават да имат въведена системата HACCP или процедури в съответствие с нейните принципи.(чл.12, ал.1, т.3)

## Принципи на системата НАССР
HACCP системата има 7 основни принципа, които са документирани в Codex Alimentarius – Alinorm 97/13A, AppENDIX II. Това са:
- Анализ на опасностите – на този етап се определят потенциалните опасности, свързани с всички етапи на производство на храните.
- Определяне на ККТ – Критичните Контролни Точки – Това са точките от производствения процес, в които опасностите могат да бъдат управлявани/контролирани ефективно.
- Определяне на критичните граници за дадените показатели, които трябва да се спазват, за да е сигурно, че ККТ са под контрол. Примерно – минимална и максимална температура в периода на стерилизация или печене, за да се гарантира отстраняването или редуцирането на опасни микроорганизми.
- Установяване на система за контрол на ККТ чрез наблюдение – Тези процедури определят как, колко често и от кого се наблюдават тези показатели (в случая температурата).
- Установяване на коригиращи действия, когато контролът показва, че определена ККТ е извън контрол.
- Установяване на процедури за проверка на способността на мерките за контрол на ККТ да доведат до планирания резултат.
- Въвеждане на документация, която обхваща процедури и записи за ККТ и анализа на опасностите.